# 宇田川新
宇田川 新（うだがわ あらた、1982年10月22日 - ）は、日本の俳優。
アメリカ合衆国・シカゴ出身。スカイコーポレーション所属。

## 略歴
高校3年生の時にスカウトされ「UNIQLO」のモデルとしてデビュー。
役者としては大学在学中の2004年にニューヨークへ役者修業のため留学。現地で俳優の仕事をしながら「Herbert Berghof Studio」にて演技を学び、2005年「魔法戦隊マジレンジャー」で俳優としてのキャリアをスタートする。
日本テレビの情報番組『ラジかる!!』では「ラジかる5」の一員としても出演した。
また2007年公開予定の中村拓監督『TheEARS』では準主演を務めている。

## 出演
- 魔法戦隊マジレンジャー 第27話